# Passirac
Passirac est une commune du Sud-Ouest de la France, située dans le département de la Charente (région Nouvelle-Aquitaine).
Ses habitants sont les Passiracais et les Passiracaises.

## Géographie

### Localisation et accès
Passirac est une commune du Sud Charente, située à 2 km au nord-ouest de Brossac et 38 km au sud-ouest d'Angoulême.

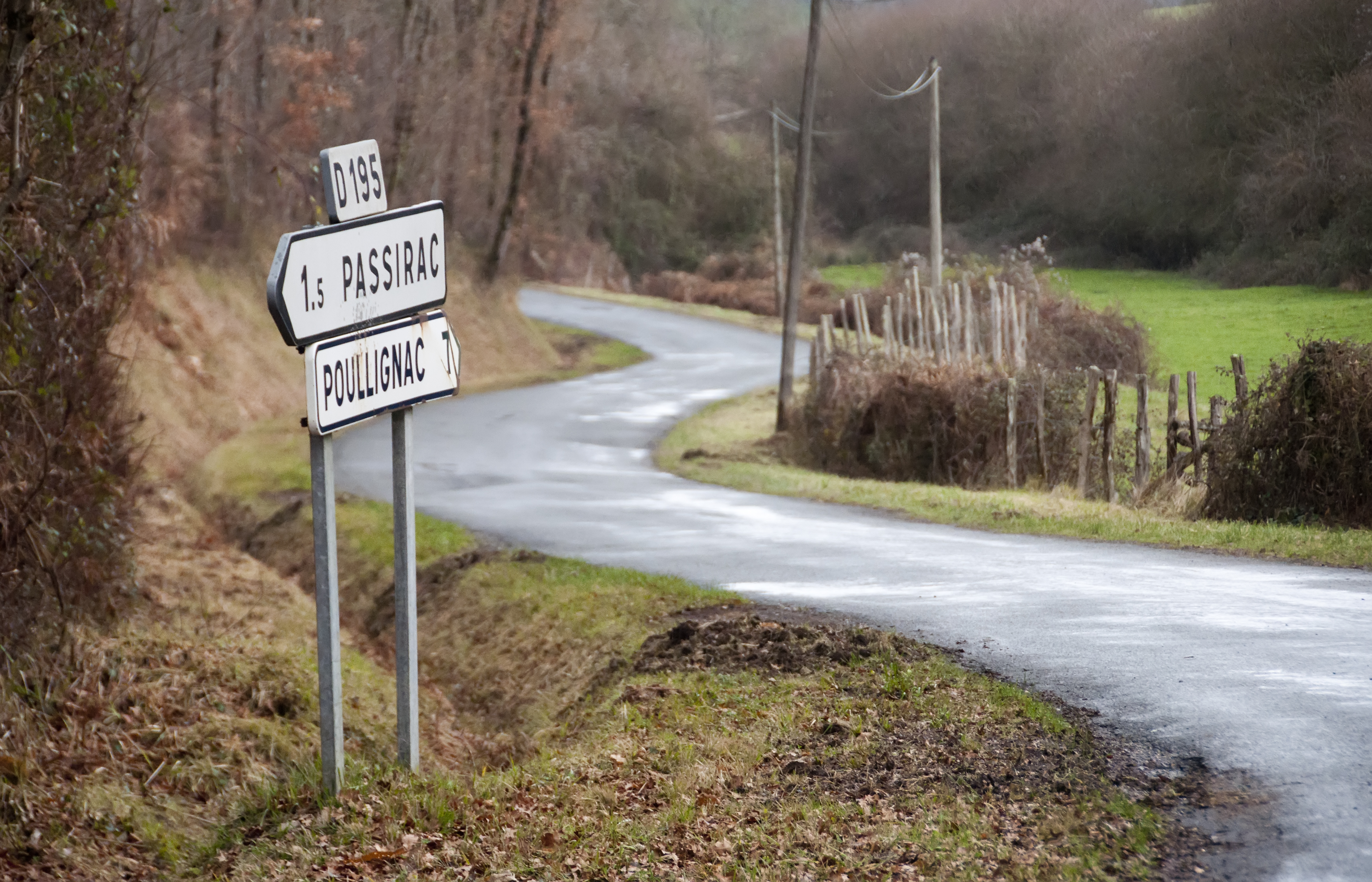
La départementale 195.

Passirac est aussi à 11 km au nord-ouest de Chalais, 14 km à l'est de Baignes, 16 km de Barbezieux, Blanzac et Montmoreau, et 44 km de Cognac, sa sous-préfecture.
La route principale traversant la commune est la D 731, route de Chalais à Cognac, entre Brossac et Barbezieux, et qui passe juste à côté du bourg. La D 2, route de Brossac à Baignes, traverse le sud de la commune. La D 195 reliant ces deux routes dessert le bourg.
La gare la plus proche est celle de Chalais, desservie par des TER à destination d'Angoulême et de Bordeaux.

### Hameaux et lieux-dits
Comme de nombreuses communes charentaises, Passirac possède un habitat dispersé et compte de nombreux hameaux et fermes : Chez Peychaud et Clavurier près du bourg, Grand Bois Delage sur la limite ouest, Sarrasin et Chez Colardeau au nord, etc..

### Communes limitrophes
| Chillac     | Berneuil | Sainte-Souline |
|             | Passirac | Châtignac      |
| Guizengeard |          | Brossac        |

### Géologie et relief
La moitié nord-est de la commune est dans le calcaire du Campanien, de craie blanche (Crétacé supérieur), qui occupe une grande partie du Sud Charente. La moitié sud-ouest est occupée par des dépôts du Tertiaire, consistant en sable kaolinique, argile blanche ou brune et galets. Ces terrains pauvres sont boisés et constituent un prolongement de la grande forêt de la Double et des Landes saintongeaises,,,.
La commune offre un relief vallonné. Elle culmine à une altitude de 174 m, en un point situé au nord-ouest sur la route de Barbezieux, au Petit Baudin, mais aussi au nord-est du bourg à Clavurier. Le point le plus bas est à 74 m, situé le long du Palais à l'extrémité sud, à Monac. Le bourg, situé en hauteur, est à 155 m d'altitude.

### Hydrographie

#### Réseau hydrographique

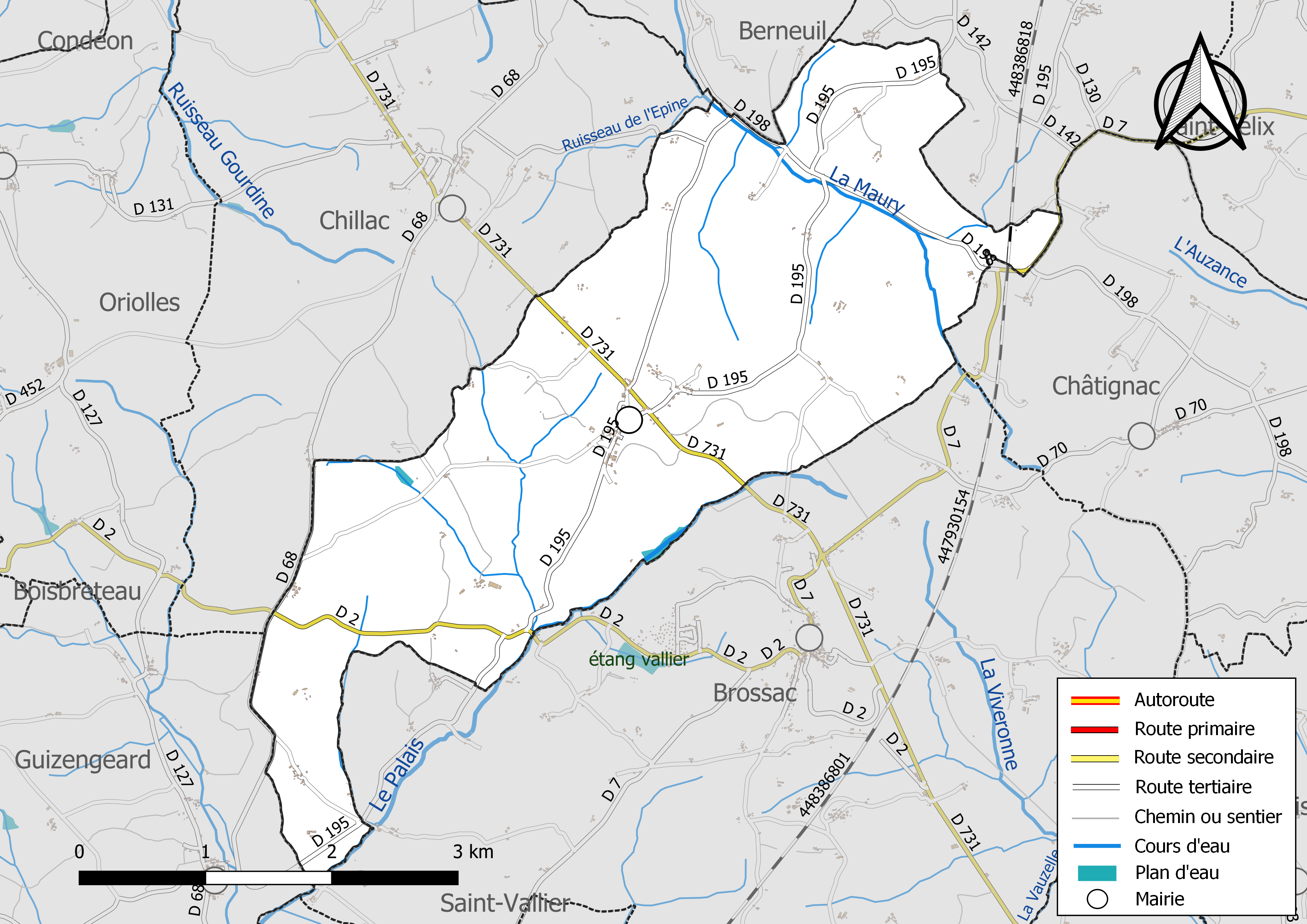
Réseaux hydrographique et routier de Passirac.

La commune est située dans le bassin versant de la Charente et  le bassin de la Dordogne au sein du Bassin Adour-Garonne. Elle est drainée par le Palais et la Maury et par divers petits cours d'eau, qui constituent un réseau hydrographique de 14 km de longueur totale,.
Passirac est traversée par la ligne de partage des eaux entre le bassin versant de la Charente et celui de la Garonne.
Le Palais, affluent du Lary et sous-affluent de l'Isle, limite la commune à l'ouest et au sud. Il prend sa source à quelques centaines de mètres de la commune, dans celle de Brossac, à la Font de Lafaye. Il reçoit sur sa rive droite trois ruisseaux affluents regroupant des ruisseaux naissant dans la commune et coule vers le sud. Une grande partie méridionale de la commune est dans le bassin de la Dordogne.
Le nord-est de la commune est traversé par la Maury (ou le Lamaury), qui prend sa source tout près dans la commune voisine de Châtignac et coule vers le nord-ouest. La Maury est un affluent du Né et un sous-affluent de la Charente. Sur la commune, elle reçoit aussi de nombreux petits affluents.

#### Gestion des eaux
Le territoire communal est couvert par les schémas d'aménagement et de gestion des eaux (SAGE) « Charente » et « Isle - Dronne ». Le SAGE « Charente», dont le territoire correspond au bassin de la Charente, d'une superficie de 9 300 km2, a été approuvé le 19 novembre 2019. La structure porteuse de l'élaboration et de la mise en œuvre est l'établissement public territorial de bassin Charente. Le SAGE « Isle - Dronne», dont le territoire regroupe les bassins versants de l'Isle et de la Dronne, d'une superficie de 7 500 km2, a été approuvé le 2 août 2021. La structure porteuse de l'élaboration et de la mise en œuvre est l'établissement public territorial de bassin de la Dordogne (EPIDOR). Ils définissent chacun sur leur territoire les objectifs généraux d’utilisation, de mise en valeur et de protection quantitative et qualitative des ressources en eau superficielle et souterraine, en respect des objectifs de qualité définis dans le troisième SDAGE  du Bassin Adour-Garonne qui couvre la période 2022-2027, approuvé le 10 mars 2022.

### Climat
Comme dans les trois quarts sud et ouest du département, le climat est océanique aquitain.

## Urbanisme

### Typologie
Au 1er janvier 2024, Passirac est catégorisée commune rurale à habitat très dispersé, selon la nouvelle grille communale de densité à 7 niveaux définie par l'Insee en 2022.
Elle est située hors unité urbaine et hors attraction des villes,.

### Occupation des sols
L'occupation des sols de la commune, telle qu'elle ressort de la base de données européenne d’occupation biophysique des sols Corine Land Cover (CLC), est marquée par l'importance des territoires agricoles (62,2 % en 2018), en diminution par rapport à 1990 (66,2 %). La répartition détaillée en 2018 est la suivante : 
forêts (36,5 %), terres arables (35,5 %), zones agricoles hétérogènes (24,9 %), prairies (1,7 %), mines, décharges et chantiers (1,3 %). L'évolution de l’occupation des sols de la commune et de ses infrastructures peut être observée sur les différentes représentations cartographiques du territoire : la carte de Cassini (XVIIIe siècle), la carte d'état-major (1820-1866) et les cartes ou photos aériennes de l'IGN pour la période actuelle (1950 à aujourd'hui).

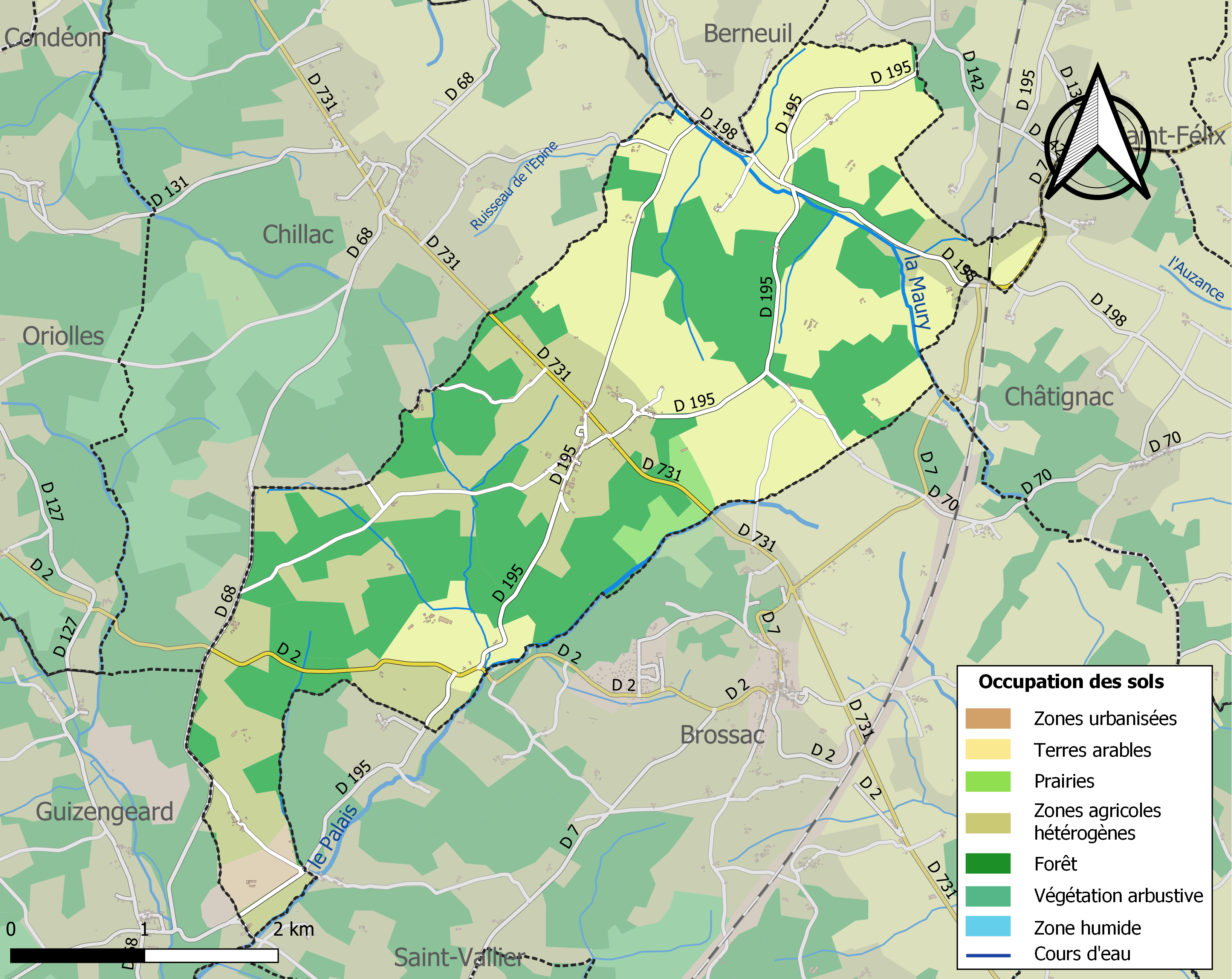
Carte des infrastructures et de l'occupation des sols de la commune en 2018 (CLC).

### Risques majeurs
Le territoire de la commune de Passirac est vulnérable à différents aléas naturels : météorologiques (tempête, orage, neige, grand froid, canicule ou sécheresse), feux de forêts et séisme (sismicité faible). Il est également exposé à un risque technologique, le transport de matières dangereuses. Un site publié par le BRGM permet d'évaluer simplement et rapidement les risques d'un bien localisé soit par son adresse soit par le numéro de sa parcelle.

#### Risques naturels
Passirac est exposée au risque de feu de forêt. Un plan départemental de protection des forêts contre les incendies (PDPFCI) a été élaboré pour la période 2017-2026, faisant suite à un plan 2007-2016. Les mesures individuelles de prévention contre les incendies sont précisées par divers arrêtés préfectoraux et s’appliquent dans les zones exposées aux incendies de forêt et à moins de 200 mètres de celles-ci. L’arrêté du 3 mai 2016 règlemente l'emploi du feu en interdisant notamment d’apporter du feu, de fumer et de jeter des mégots de cigarette dans les espaces sensibles et sur les voies qui les traversent sous peine de sanctions. L'arrêté du 27 décembre 2019 rend le débroussaillement obligatoire, incombant au propriétaire ou ayant droit,,,.

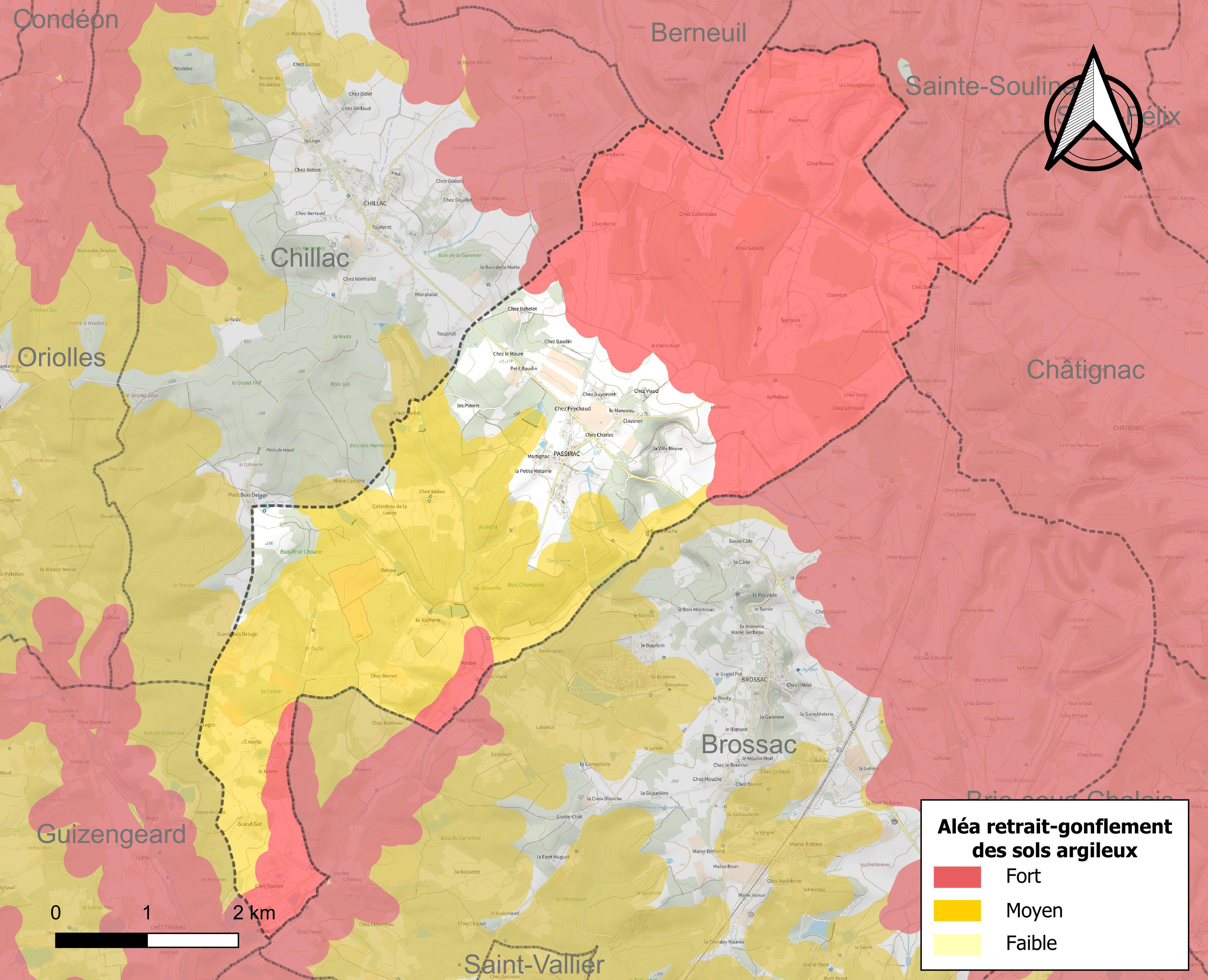
Carte des zones d'aléa retrait-gonflement des sols argileux de Passirac.

Le retrait-gonflement des sols argileux est susceptible d'engendrer des dommages importants aux bâtiments en cas d’alternance de périodes de sécheresse et de pluie. 82,3 % de la superficie communale est en aléa moyen ou fort (67,4 % au niveau départemental et 48,5 % au niveau national). Sur les 147 bâtiments dénombrés sur la commune en 2019, 73 sont en aléa moyen ou fort, soit 50 %, à comparer aux 81 % au niveau départemental et 54 % au niveau national. Une cartographie de l'exposition du territoire national au retrait gonflement des sols argileux est disponible sur le site du BRGM,.
Par ailleurs, afin de mieux appréhender le risque d’affaissement de terrain, l'inventaire national des cavités souterraines permet de localiser celles situées sur la commune.
La commune a été reconnue en état de catastrophe naturelle au titre des dommages causés par les inondations et coulées de boue survenues en 1982 et 1999. Concernant les mouvements de terrains, la commune a été reconnue en état de catastrophe naturelle au titre des dommages causés par des mouvements de terrain en 1999.

#### Risques technologiques
Le risque de transport de matières dangereuses sur la commune est lié à sa traversée par une ou des infrastructures routières ou ferroviaires importantes ou la présence d'une canalisation de transport d'hydrocarbures. Un accident se produisant sur de telles infrastructures est susceptible d’avoir des effets graves sur les biens, les personnes ou l'environnement, selon la nature du matériau transporté. Des dispositions d’urbanisme peuvent être préconisées en conséquence.

## Toponymie
Les formes anciennes sont Passirac, Passiraco en 1077, Pasirac en 1109-1121.
L'origine du nom de Passirac remonterait à un nom de personne gallo-romain Paccirius, dérivé de Paccius, auquel est apposé le suffixe -acum, ce qui correspondrait à Pacciriacum, « domaine de Paccirius ».

## Histoire
Au Moyen Âge, Passirac était un prieuré-cure rattaché à la sacristie de l'abbaye de Baignes. Ce prieuré fut conventuel jusqu'après le XVIe siècle, puis il devint commendataire et le curé seul desservit la paroisse.
La seigneurie du Châtelard (autrefois orthographié Chatelars, les Chatelars, Chatelard, actuellement le Châtelar), mentionnée en 1640, relevait du marquisat de Barbezieux et, pour sa plus grande partie, de l'évêché de Saintes.
Au XVIIe siècle, la seigneurie comprenait les paroisses de Passirac, Guizengeard, Boresse, une enclave à Sainte-Souline et une autre à Oriolles. Elle appartenait à Jacques Vigier, seigneur du Luchet. En 1648, elle passa aux La Rochefoucauld, par mariage de Lydie de Lanes avec Léonor de La Rochefoucauld, seigneur de Roissac. Les deux époux étaient protestants. En 1671, un autre mariage fit passer le Châtelard aux Saint-Gelais de Lusignan, seigneurs de Montchaude.
Vers la fin du XVIIe siècle et au tout début du XVIIIe siècle, la seigneurie fut démembrée. Au XVIIIe siècle, Charles de Livenne, baron ou comte de Ballans, possédait le Châtelard. Après la Révolution, le Châtelard fut vendu comme bien national et changea plusieurs fois de propriétaires; puis en 1872, Marc de La Croix de Saint-Cyprien acquit le domaine, fit construire le château actuel et restaurer l'église.
Pendant la première moitié du XXe siècle, la commune possédait une station sur la petite ligne ferroviaire d'intérêt local à voie métrique des Chemins de fer économiques des Charentes allant de Barbezieux à Chalais par Brossac appelée le Petit Mairat.

## Administration

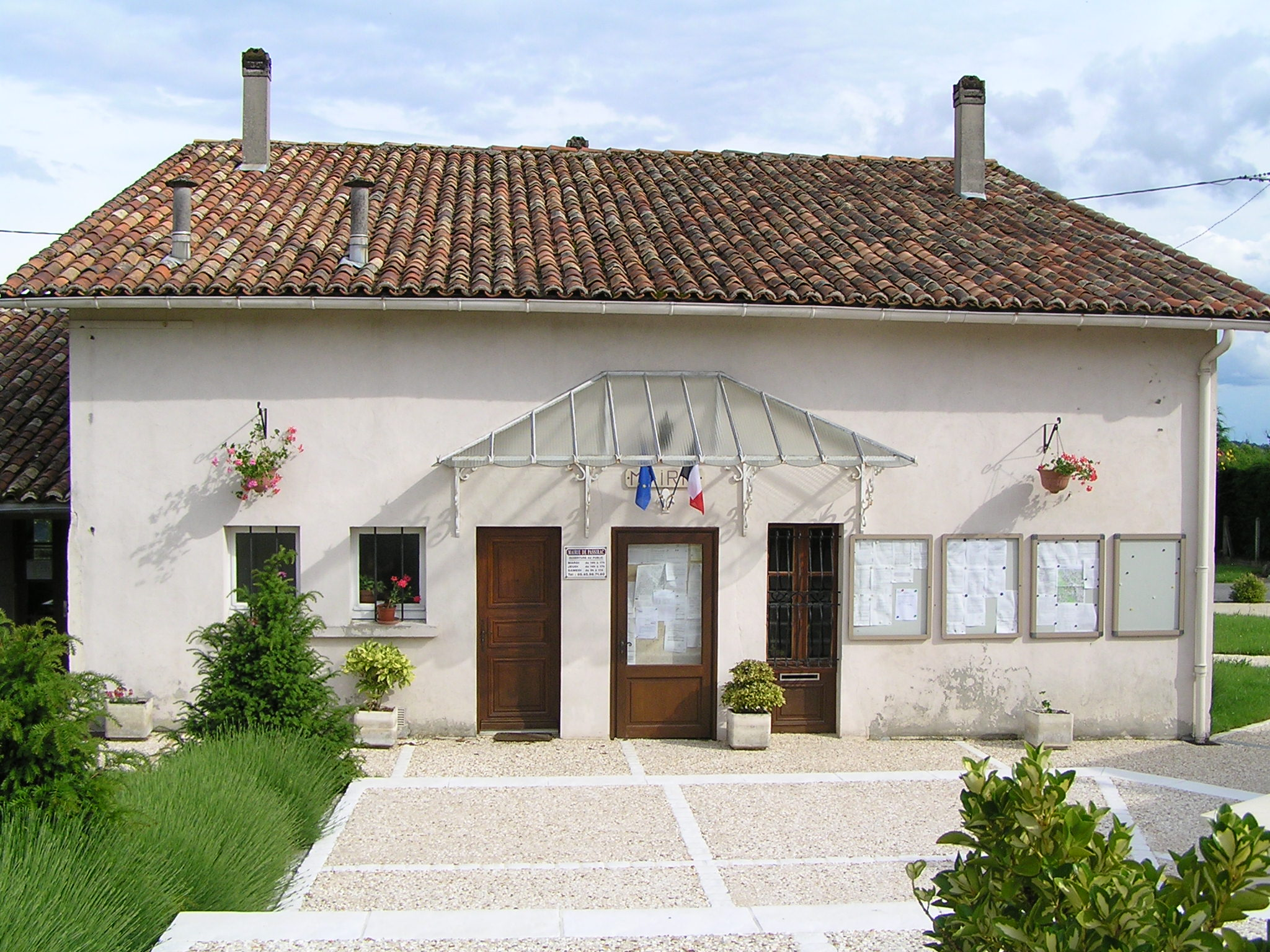
Mairie de Passirac en 2008.

| Période                                  | Période  | Identité                 | Étiquette | Qualité             |
| ---------------------------------------- | -------- | ------------------------ | --------- | ------------------- |
| depuis 2001                              | En cours | Dominique de Castelbajac | SE        | Exploitant agricole |
| Les données manquantes sont à compléter. |          |                          |           |                     |

## Démographie

### Évolution démographique
L'évolution du nombre d'habitants est connue à travers les recensements de la population effectués dans la commune depuis 1793. Pour les communes de moins de 10 000 habitants, une enquête de recensement portant sur toute la population est réalisée tous les cinq ans, les populations de référence des années intermédiaires étant quant à elles estimées par interpolation ou extrapolation. Pour la commune, le premier recensement exhaustif entrant dans le cadre du nouveau dispositif a été réalisé en 2006.

En 2022, la commune comptait 251 habitants, en évolution de +5,02 % par rapport à 2016 (Charente : −0,48 %, France hors Mayotte : +2,11 %).
| 1793 | 1800 | 1806 | 1821 | 1831 | 1841 | 1846 | 1851 | 1856 |
| ---- | ---- | ---- | ---- | ---- | ---- | ---- | ---- | ---- |
| 572  | 554  | 475  | 626  | 654  | 651  | 662  | 687  | 660  |

| 1861 | 1866 | 1872 | 1876 | 1881 | 1886 | 1891 | 1896 | 1901 |
| ---- | ---- | ---- | ---- | ---- | ---- | ---- | ---- | ---- |
| 626  | 634  | 580  | 603  | 560  | 567  | 548  | 533  | 541  |

| 1906 | 1911 | 1921 | 1926 | 1931 | 1936 | 1946 | 1954 | 1962 |
| ---- | ---- | ---- | ---- | ---- | ---- | ---- | ---- | ---- |
| 502  | 519  | 464  | 435  | 413  | 389  | 416  | 411  | 379  |

| 1968 | 1975 | 1982 | 1990 | 1999 | 2006 | 2011 | 2016 | 2021 |
| ---- | ---- | ---- | ---- | ---- | ---- | ---- | ---- | ---- |
| 341  | 287  | 242  | 217  | 227  | 241  | 241  | 239  | 247  |

| 2022 | - | - | - | - | - | - | - | - |
| ---- | - | - | - | - | - | - | - | - |
| 251  | - | - | - | - | - | - | - | - |

### Pyramide des âges
La population de la commune est relativement âgée.
En 2018, le taux de personnes d'un âge inférieur à 30 ans s'élève à 29,7 %, soit en dessous de la moyenne départementale (30,2 %). À l'inverse, le taux de personnes d'âge supérieur à 60 ans est de 35,9 % la même année, alors qu'il est de 32,3 % au niveau départemental.
En 2018, la commune comptait 120 hommes pour 121 femmes, soit un taux de 50,21 % de femmes, légèrement inférieur au taux départemental (51,59 %).
Les pyramides des âges de la commune et du département s'établissent comme suit.
| Hommes | Classe d’âge | Femmes |
| ------ | ------------ | ------ |
| 0,0    | 90 ou +      | 0,8    |
| 8,4    | 75-89 ans    | 6,7    |
| 26,1   | 60-74 ans    | 30,0   |
| 15,1   | 45-59 ans    | 18,3   |
| 17,6   | 30-44 ans    | 17,5   |
| 11,8   | 15-29 ans    | 11,7   |
| 21,0   | 0-14 ans     | 15,0   |

| Hommes | Classe d’âge | Femmes |
| ------ | ------------ | ------ |
| 1      | 90 ou +      | 2,7    |
| 9,2    | 75-89 ans    | 12     |
| 20,6   | 60-74 ans    | 21,3   |
| 20,7   | 45-59 ans    | 20,3   |
| 16,8   | 30-44 ans    | 16     |
| 15,6   | 15-29 ans    | 13,4   |
| 16,1   | 0-14 ans     | 14,3   |

## Économie

### Agriculture
La viticulture occupe une petite partie de l'activité agricole. La commune est située dans les Bons Bois, dans la zone d'appellation d'origine contrôlée du cognac.

## Équipements, services et vie locale

### Enseignement
L'école est un RPI entre Brossac, Oriolles et Passirac. Brossac accueille l'école maternelle et l'école élémentaire. Les écoles d'Oriolles et de Passirac sont aussi des écoles élémentaires, à classes uniques. Le secteur du collège est Chalais.

## Lieux et monuments

### Église Saint-Pierre

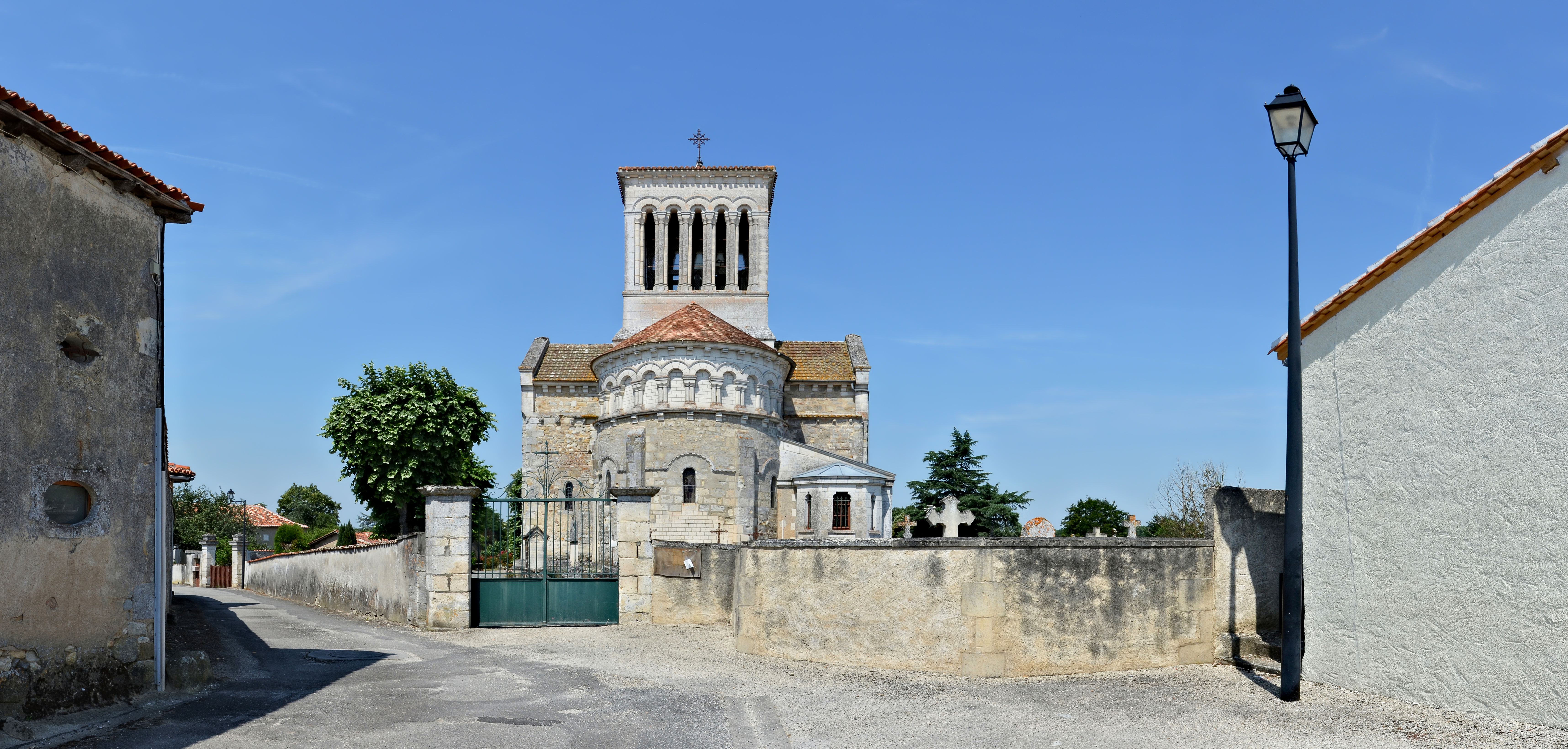

L'église paroissiale Saint-Pierre de Passirac est au milieu du cimetière encore utilisé. L'intérieur de l'église compte des chapiteaux et une coupole du chœur. Consacrée en 1077, cette église date du XIe siècle. Elle était un prieuré bénédictin dépendant de l'abbaye de Baignes. La nef a été élevée à la fin du XIIe siècle tandis que les voûtes, le clocher et le faîte du chevet ont été reconstruits à la fin du XVIe siècle et à la fin du XIXe siècle.
L'ensemble du monument est inscrit monument historique depuis 1991.

### Le château du Châtelard

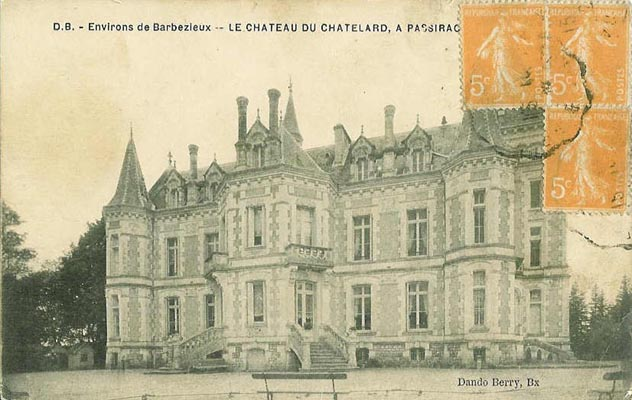
Le château du Châtelard à Passirac vers 1920.
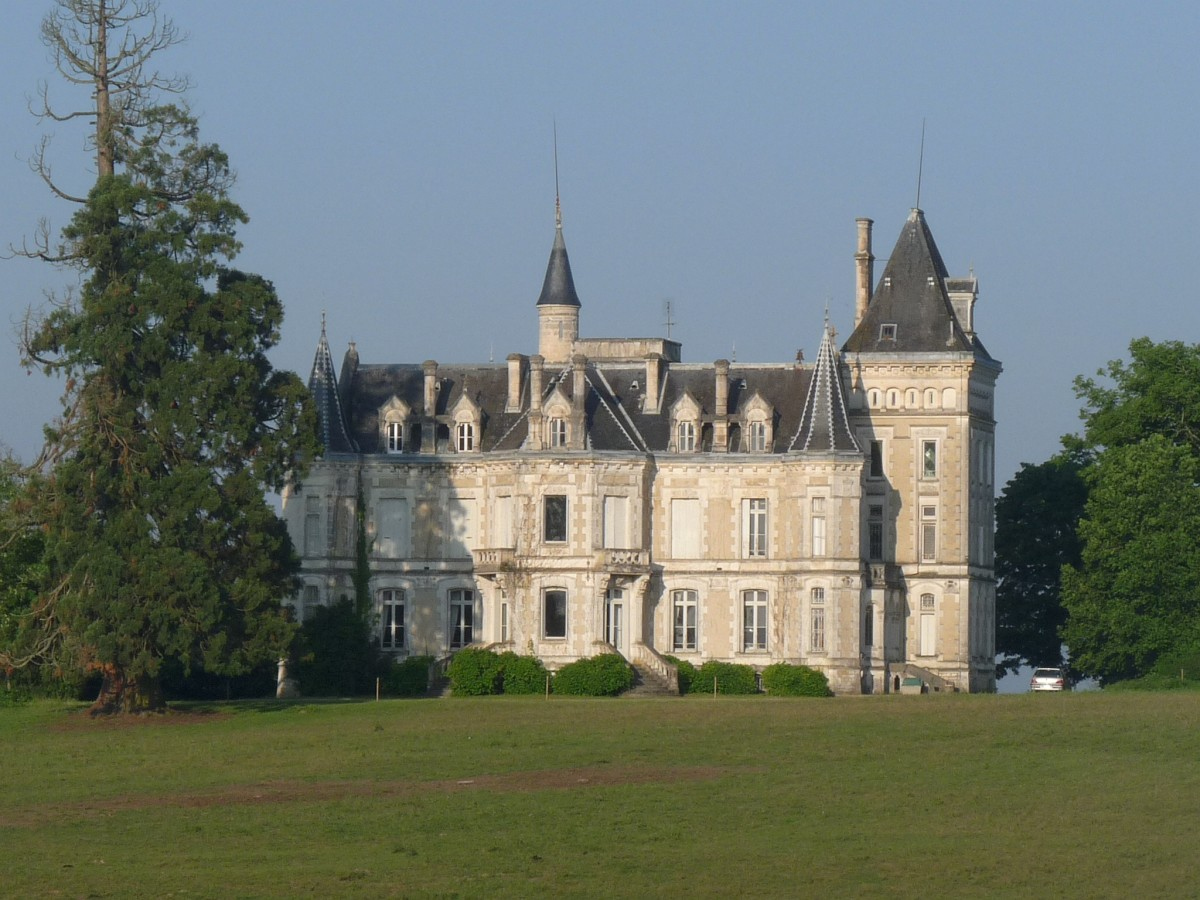
Le Châtelard, vu du nord-est en 2012.
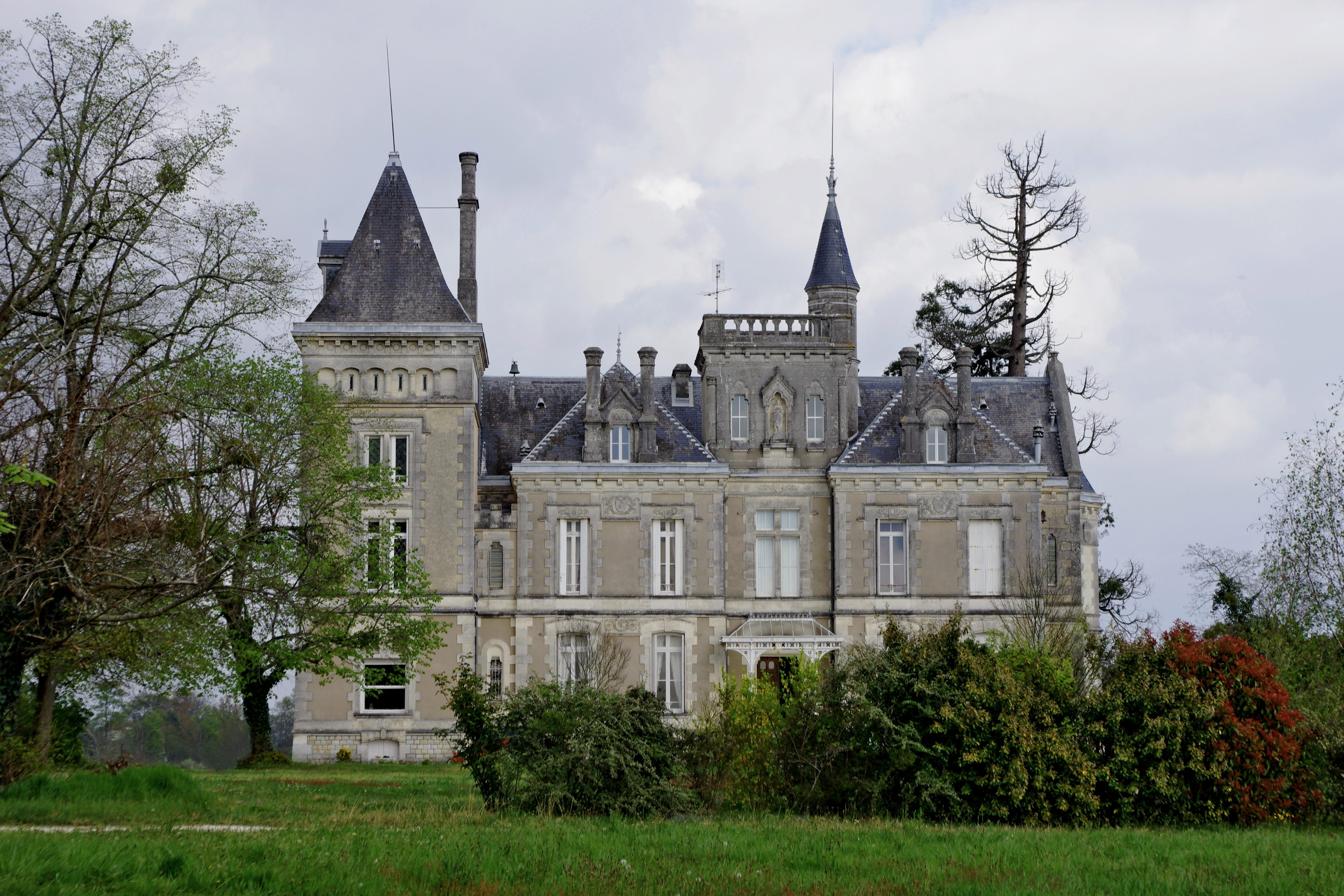
Le Châtelard, vu de l'ouest, en 2012.

Le château a été entièrement reconstruit par Marc de La Croix de Saint-Cyprien qui s'en était rendu acquéreur en 1872,.

### Fontaine Saint-Pierre
Il existe en Charente plus de 70 fontaines ayant des vertus particulières. Cette dévotion aux eaux des fontaines remonte aux temps lointains du druidisme. Le christianisme, ne  pouvant empêcher ces pratiques païennes, autorisa au VIe siècle malgré les ordres du concile d'Arles, ces dévotions aux fontaines et aux sources. Certaines fontaines sont associées au nom d’un saint particulier et les bienfaits spécifiques de chacune sont transmis de bouche à oreille.
Selon la croyance, la fontaine Saint-Pierre de Passirac, située vers le lavoir, permet la guérison des furoncles. Comme Passirac est arrosée par les ruisseaux de Lamaury et de Belleveau, d'autres fontaines miraculeuses doivent exister,.

## Personnalités liées à la commune
- Le marquis Simon Pierre Charles de Rabaine : né à Passirac en 1797, chez Peychaud, le marquis y est mort en 1860, à Martignac qu'il a fait construire pour sa fille (derrière l'église Saint-Pierre). Dans le premier registre non paroissial de la commune, le ci-devant Simon Pierre Charles est renommé Derabaine. Une de ses filles, Charlotte Blanc de Rabaine, y est née en 1841 et y est décédée en 1932. Ce fut une mère courage pendant la Première Guerre mondiale, et probablement une des dernières marquises de Saintonge[réf. nécessaire].

## Héraldique
| Blason de Passirac | Blason  | D'azur à deux clés d'or passées en sautoir, accompagnées en pointe d'une fontaine héraldique d'or, fascée ondée d'argent et d'azur, au chef losangé d'or et de gueules. Devise / CriInter duas aquas. (entre deux eaux) |
| Blason de Passirac | Détails | Création Anny Bergerolle (2008). Adopté le 16 avril 2009. |